# Липівка (Волгоградська область)
Липівка (рос. Липовка) — село у Ольховському районі Волгоградської області Російської Федерації.
Населення становить 1063 особи. Входить до складу муніципального утворення Липовське сільське поселення.

## Історія
Село розташоване у межах українського історичного та культурного регіону Жовтий Клин.
Згідно із законом від 24 грудня 2004 року № 978-ОД органом місцевого самоврядування є Липовське сільське поселення.

## Населення
| 2010 |
| ---- |
| 1063 |